# Ilirska kraljevstva
Ilirska kraljevstva su počela nicati oko 400. pr. Kr., a posljednje je propalo 167. pr. Kr.
Ilirska kraljevstva su se rasprostirala na malenim dijelovima teritorija koji je bio pod Ilirima, te se njihove granice, pa čak ni onih najpoznatijih, ne mogu jasno odrediti. Tek su Stari Rimljani zavladali cijelim teritorijem koji su naseljavali Iliri (Ilirik). 
Zajednica Autarijata pod vodstvom Pleuriasa (330. pr. Kr.) se već smatra kraljevstvom u općem smislu Ali najznačajnija ilirska kraljevstva su ona kralja Bardilisa Dardanskog i Agrona Ardijejskog koji su stvorili posljednje i najpoznatije ilirsko kraljevstvo.
Unutarnja organizacija kraljevstva južnih Ilira nalikuje onoj kod njihovih susjednih Grčkih kraljevstava i helenistički utjecaj je vidljiv u izgradnji njihovih urbanih centara. Polybius oslikava društvo ilirskog kraljevstva kao pješačku vojsku kojom upravljaju aristokrati koje on na grčkom naziva Polydynastae (Πολυδυνάστες) prema kojemu je svaki plemić upravljao jednim gradom u kraljevstvu i njegovom okolicom. Monarhija je bila nasljednja i ilirski vladari su se koristili ženidbom kao načinom stvaranja saveza s drugim ilirskim vladarima. Plinije (23. – 79. god.) navodi kako su Iliri koji su tvorili nukleus Ilirskog kraljevstva zapravo bili 'Iliri proper' ili Iliri Proprie Dicti, koji su zapravo bili savez koji su činili Taulanti, Pleraei, Endirudini, Sasaei, Grabi i Labeati, a kojima su se kasnije pridružili i Dokleati.

## Dardansko kraljevstvo
Bardilis, potomak skromnih rudara ugljena iz plemena Dardanaca, postao je prvim ilirskim kraljem koji je vladao od 385. do 358. pr. Kr. i osnivač je istoimene dinastije. Polibije, grčki povjesničar, spominje Bardilisa pod nazivom "Βάρδυλλις ο των Ίλλυριων" -  Bardilis iz Ilirije, a Ciceron ga zove "Bardullis Illyrius".
Ilirsko je kraljevstvo pod Bardilisom bilo važan centar moći u 4. stoljeću pr. Kr. O Bardilisu se zna da je osvojao makedonske zemlje, i da je bio saveznik Dinozijusa, tiranina iz Sirakuze. Makedonski kralj Perdikas ubijen je u naletu Ilira 359. pr. Kr., na što je Filip II. Makedonski, otac Aleksandra Velikog, uzvratio godinu dana kasnije potisnuvši Ilire sve do Ohridskog jezera. Iste godine, 358. pr. Kr., Bardilis je ubijen nakon što je Filip odbio njegovu mirovnu ponudu. 
Pod Aleksandrom Velikim, 355. pr. Kr., ilirska plemena su sudjelovala u pohodu na Perziju. Nakon Aleksandrove smrti, 323. pr. Kr., Iliri su se oslobodili i kralj Glaukijas je otjerao Grke iz Drača u Albaniji.  Krajem 3. st. pr. Kr. ilirsko kraljevstvo je imalo prijestonicu kod Skadra i kontroliralo dio današnje sjeverne Albanije, Crne Gore i Hercegovine.  

## Ardijejsko kraljevstvo
Kraljevstvo Ardijeaca je nastalo oko 230. pr. Kr. i okončano 167. pr. Kr. U 3. st. pr. Kr. Južnim Ilirima zavladao je Ardijejski kralj Agron (250. – 230. pr. Kr.), sposoban vladar kojije uspio ujediniti nekoiko ilirskih plemena i slomiti otpor plemenskih vođa koji su se protivili ideji stvaranja zajedničke ilirske države. Agron je čak proširio svoju vlast i na druge susjedne Ilire i uspio stvoriti tada najsnažnije kraljevstvo na Balkanu.
Nakon njegove smrti, nova ilirska kraljica postala je Teuta, Agronova druga žena, koja je vladala umjesto Agronovog maloljetnog sina Pineusa. Nažalost, Teuta nije uspjela nastaviti Agronovu uspješnu vladavinu; ilirske starješine otkazivale su joj poslušnost i potkopavale njenu vlast. Situaciju je pogoršao sukob s Rimskom republikom zbog navodnog ilirskog piratstva po Jadranu (za koje su vjerojatnije bili odgovorni Liburni). Mnogo moćniji Rim porazio je Ilire uništivši njihova naselja u dolini rijeke Neretve i prisilivši Teutu na povlačenje u Rhizon (Risan u Boki kotorskoj). Pri tome, Rim je zauzeo veći dio teritorije ilirskih zemalja, ostavivši Teuti tek uski obalni pojas od današnjeg Dubrovnika do ušća rijeke Drim u Jadran. Ostale ilirske teritorije date su rimskom vazalu Demetriju Hvaraninu, nekadašnjem Teutinom vojskovođi.
Oko 180. pr. Kr. Dalmati proglašavaju neovisnost od ilirskog kralja Gencija koji zadržava Skadar kao svoj glavni grad. Rimljani su ga upravo tu, 168. pr. Kr., zarobili i 165. pr. Kr. odveli u Rim kao posljednjeg ilirskog kralja. Rim je tada uspostavio vlast na četiri vazalne teritorije u Iliriji, da bi kasnije cijelo područje postalo jedna provincija (Ilirik) s centrom u Skadru.